# Stephenia intermediodes
Stephenia intermediodes is een vlinder uit de familie van de Nymphalidae. De wetenschappelijke naam van de soort is voor het eerst gepubliceerd in 1995 door Philip Ronald Ackery.
De soort komt voor in Congo-Kinshasa (Lomami en Lualaba) en Noordoost-Zambia.